# Дрюандер, Юнас
Юнас (Карлссон) Дрюандер (швед. Jonas Carlsson Dryander или швед. Jonas Dryander, 5 марта 1748 — 19 октября 1810) — шведский ботаник.

## Биография
Юнас Дрюандер родился в Гётеборге 5 марта 1748 года.
Дрюандер был направлен его дядей, Ларсом Монтином, которому было поручено его образование, сначала в Гётеборгский университет, а затем в Лунд, где он получил диплом в 1776 году с диссертацией Dissertatio Gradualis Fungos regno vegetabili vindicans. Привлечённый известностью Карла Линнея, Дрюандер поступил в Уппсальский университет. Впоследствии Юнас приехал в Англию, где стал библиотекарем Лондонского королевского общества, и был одним из первых стипендиатов, первым библиотекарем и вице-президентом Лондонского Линнеевского общества, основанного в 1788 году. Когда общество было зарегистрировано в 1802 году, Дрюандер был главным автором его законов. Юнас Дрюандер был главным автором первой редакции научной работы Hortus Kewensis Уильяма Айтона, опубликованной в 1789 году, и части второго издания, выпущенного между 1810 и 1813 годом. Дрюандер также редактировал Plants of the Coromandel Coast Роксбурга между 1795 и 1798 годом.
Дрюандер умер в Лондоне 19 октября 1810 года.

## Научная деятельность
Юнас Дрюандер специализировался на папоротниковидных и на семенных растениях.

## Публикации
- Catalogus Bibliothecæ Historico-Naturalis Josephi Banks, Baronetti, London, 1796—1800, 5 vols[3].

## Почести
Карл Петер Тунберг, который был другом Дрюандера, назвал в его честь род растений Dryandra.